# Sophie Zelmani
Sophie Zelmani (nacida Sophie Edkvist; 12 de febrero de 1972) es una cantautora sueca.

## Comienzos
Zelmani nació en los suburbios de Estocolmo en 1972. Su padre le compró una guitarra cuando tenía 14 años. A pesar de no tener ninguna formación musical, Zelmani compone y graba algunas canciones en un estudio local. Después de enviar demos a tres compañías discográficas, Sony Suecia le ofrece un contrato.

## Carrera
Sophie Zelmani grabó su álbum epónimo de debut con Sony en 1995. El álbum fue producido y arreglado por Lars Halapi y coproducido por Patrik Sventelius, quién también tocaba la guitarra. Zelmani describe así el proceso para hacer el álbum: "Al principio Lars y yo trabajamos unos cuantos meses en el estudio. Cuando estuvimos satisfechos con los temas eligió los músicos. Con ellos lo grabamos todo en dos semanas." En 1997 su álbum de debut había vendido 200.000 copias en Europa y Asia, antes de aparecer en el mercado de EE. UU., distribuido por Columbia Records. Zelmani dijo al respecto " No tuve ninguna ambición de ir al extranjero. Solo quise hacer un disco. Eso es todo lo que quise." Columbia planteó una campaña de promoción del CD incluyendo anuncios de prensa y una gira en Aerolíneas Escandinavas (SAS) con vuelos entre Escandinavia y los EE. UU.

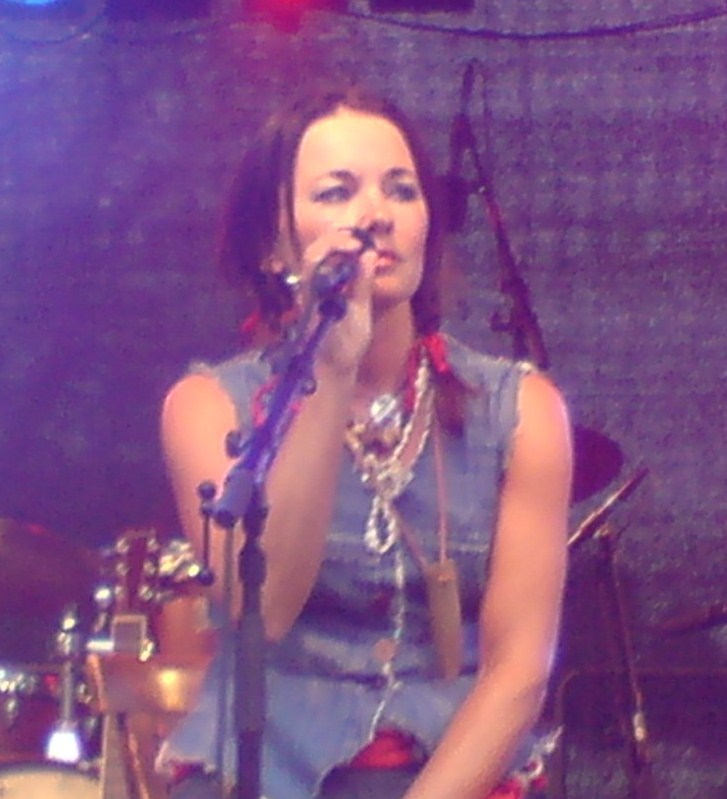
Sophie Zelmani2

Zelmani ha continuado grabando álbumes y haciendo sólo un número limitado de actuaciones debido a su fobia social. Ganó el premio de mejor debutante en los  Grammy de Suecia en 1996.

## TV y cine
Zelmani ha contribuido con su música a las series de televisión Buffy the Vampire Slayer yDawson's Creek. Su versión de la canción "Most Of The Time" de Bob Dylan aparece en la banda sonora de Masked and Anonymous.
Su canción "Stand By" aparece en el film Independence Day (1996) y su canción "Always You " aparece en la película La boda de mi mejor amigo (1997).

## Discografía

### Álbumes
| Año  | Álbum                        | Mejores posiciones | Mejores posiciones | Mejores posiciones | Mejores posiciones | Mejores posiciones | Mejores posiciones |
| Año  | Álbum                        | SUE                | BEL (Vl)           | BEL (Wa)           | FR                 | ALE                | SUI                |
| ---- | ---------------------------- | ------------------ | ------------------ | ------------------ | ------------------ | ------------------ | ------------------ |
| 1995 | Sophie Zelmani               | 4                  | 27                 | 27                 | 48                 | —                  | —                  |
| 1998 | Precious Burden              | 11                 | —                  | —                  | —                  | —                  | —                  |
| 1999 | Time to Kill                 | 11                 | —                  | —                  | —                  | —                  | —                  |
| 2002 | Sing and Dance               | 3                  | —                  | —                  | —                  | —                  | 88                 |
| 2003 | Love Affair                  | 2                  | —                  | —                  | —                  | —                  | 33                 |
| 2005 | A Decade of Dreams 1995-2005 | 2                  | —                  | —                  | —                  | —                  | 65                 |
| 2007 | Memory Loves You             | 2                  | —                  | —                  | —                  | 90                 | 9                  |
| 2008 | The Ocean and Me             | 1                  | —                  | —                  | —                  | —                  | 13                 |
| 2010 | I'm the Rain                 | 3                  | —                  | —                  | —                  | —                  | 21                 |
| 2011 | Soul                         | 12                 | —                  | —                  | —                  | —                  | 69                 |
| 2014 | Going Home                   | 13                 | —                  | —                  | —                  | —                  | —                  |
| 2014 | Everywhere                   | 12                 | —                  | —                  | —                  | —                  | —                  |
| 2015 | Bright Eyes                  | —                  | —                  | —                  | —                  | —                  | —                  |